# إنفاذ القانون في العراق
أعيد تأسيس منظومة الشرطة العراقية بعد الإطاحة بالرئيس السابق للعراق صدام حسين في عام 2003 .

## حتى عام 2003
كان جهاز المخابرات العامة في العراق منظمة شرطة سرية أثناء إدارة و حكم صدام حسين .

## منذ عام 2003

### جهاز الشرطة العراقية
بعد حل قوة الشرطة السابقة بالكامل، تم إنشاء جهاز شرطة عراقي جديد في عام 2003 ليكون بمثابة وكالة إنفاذ قانون بلدية تحت سلطة وزارة الداخلية. في هذا الوقت تم نشر الشرطة الدولية في العراق. وهي منظمة وظيفية تتكون من ضباط شرطة من جميع أنحاء العالم، ويعملون في الغالب تحت إشراف الأمم المتحدة ، للمساعدة في تدريب وتجنيد ونشر قوات الشرطة في البلدان التي مزقتها الحرب. وعادة ما يتم نشر القوة في بلد مزقته الحرب للعمل في البداية كشرطة وإحلال النظام. وفي هذه العملية، يقومون بتجنيد وتدريب قوة شرطة محلية، والتي تتولى في النهاية مسؤوليات إنفاذ القانون والحفاظ على النظام، بينما تتولى الشرطة الدولية بعد ذلك دورًا داعمًا.
تدعو الخطط إلى إضافة عنصر دوريات الطرق السريعة في المستقبل. لا تجري دائرة الشرطة عمليات تحقيق، ولكن تم تكليفها بدعم بعض عمليات القوات العسكرية للتحالف. في أوائل عام 2005، تم تدريب ما مجموعه 55000 ضابط شرطة، ولكن كان تدريب هذه القوة وموثوقيتها موضع تساؤل. وقد تم تقدير العدد المستهدف للقوة بشكل متفاوت بين 65000 و89000. في عام 2004، كان الراتب الابتدائي لأفراد الشرطة 60 دولارًا أمريكيًا شهريًا، مع بدل مهام خطرة إضافي قدره 87 دولارًا أمريكيًا شهريًا. يعتبر الخبراء إصلاح نظام الشرطة عملية طويلة وصعبة. وكما هو الحال في عهد إدارة حسين، استمر فساد الشرطة والابتزاز والسرقة في تشكيل مشكلة. في انتخابات يناير 2005، وفر الحرس الوطني والشرطة أمنًا لمراكز الاقتراع وصفه المراقبون بأنه كافٍ، في ظل تهديدات باضطرابات واسعة النطاق من المتمردين.

### وكالات الاستخبارات
أُسس جهاز المخابرات الوطني العراقي (INIS) عام 2004 بالتعاون مع وكالة المخابرات المركزية الأمريكية (CIA) لجمع المعلومات عن الجماعات التي تُهدد الأمن الوطني. ويُعيّن الرئيس مدير الجهاز، الذي يعمل كجهاز معلومات لمجلس الوزراء، ولا يملك أي سلطة إنفاذ قانون كما تأسس جهاز مخابرات آخر، وهو مديرية الأمن العام ،عام 2004.